# Liste des villes jumelées de Thaïlande
 (décembre 2016).

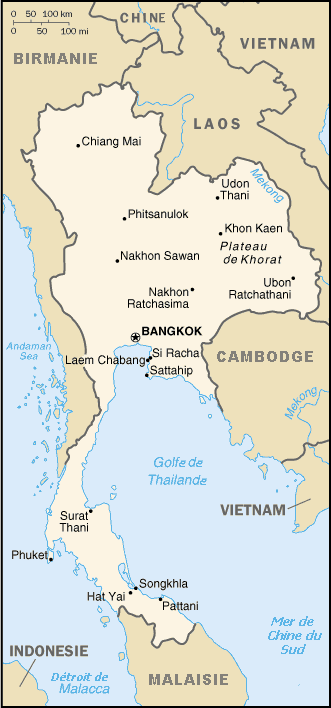
Carte de Thaïlande.

Ceci est la liste des villes jumelées de Thaïlande ayant des liens permanents avec des communautés locales dans d'autres pays. Dans la plupart des cas, en particulier quand elle est officialisée par le gouvernement local, l'association est connue comme « jumelage » (même si d'autres termes, tels que « villes partenaires », Sister Cities ou « municipalités de l'amitié » sont parfois utilisés). La plupart des endroits sont des villes, mais cette liste comprend aussi des villages, des districts, comtés, etc., avec des liens similaires.
- Haut – A
- B
- C
- D
- E
- F
- G
- H
- I
- J
- K
- L
- M
- N
- O
- P
- Q
- R
- S
- T
- U
- V
- W
- X
- Y
- Z

## B

### Bangkok
| Washington, États-Unis (1962, renouvelé en 2002), Pékin, Chine (1993) Budapest, Hongrie (1997) Brisbane, Australie (1997) Moscou, Russie (1997) Saint-Pétersbourg, Russie (1997) Manila, Philippines (1997), | Jakarta, Indonésie (2002) Hanoï, Vietnam (2004) Vientiane, Laos (2004)[source insuffisante] Astana, Kazakhstan (2004) Chaozhou, Chine (2005), Fukuoka, Japon (2006) Séoul, Corée du Sud (2006) Guangzhou, Chine (2009), | Lausanne, Suisse (2009) Busan, Corée du Sud (2011) Chongqing, Chine (2011) Tianjin, Chine (2012) Ankara, Turquie (2012) George Town, Malaisie (2012) Aichi, Japon (2012) |

## Sources
- (en) Cet article est partiellement ou en totalité issu de l’article de Wikipédia en anglais intitulé « List of twin towns and sister cities in Asia# Thailand » (voir la liste des auteurs).